# Microcosmus squamiger
Microcosmus squamiger is een zakpijpensoort uit de familie van de Pyuridae. De wetenschappelijke naam van de soort werd in 1927 voor het eerst geldig gepubliceerd door W. Michaelsen.

## Beschrijving
Microcosmus squamiger is een relatief kleine (tot 4 cm) solitaire zakpijpensoort. Het lichaam is eivormig, tot 5 cm lang en hecht nabij de basis aan het substraat. Het heeft leerachtige, taaie mantel, van bruin tot roodachtig van kleur, met rimpels en vaak bedekt met epibionten (organismen die op een ander organisme leeft). De binnenlaag van de mantel is zachter en paars van kleur. De twee sifons zijn verborgen in gecontracteerde individuen. De orale sifon (instroomopening) is naar voren geplaatst; de atriale sifon (uitstroomopening) bevindt zich in het midden en steekt vaak in een rechte hoek uit. De uiteinden van beide sifons hebben opvallende ringen in afwisselend witte en donkerrode banden.

## Verspreiding
Microcosmus squamiger is inheems aan de kusten van Australië en heeft zich als exoot gevestigd aan de westkust van de Verenigde Staten, Mexico, de Middellandse Zee, de Atlantische kust van Spanje, de Canarische Eilanden en Zuid-Afrika. Het werd waarschijnlijk verspreid als aangroei op scheepsrompen en wordt aangetroffen op zowel natuurlijke als kunstmatige substraten in het geïntroduceerde verspreidingsgebied.